# Cethosia buruana
Cethosia buruana är en fjärilsart som beskrevs av Holland 1900. Cethosia buruana ingår i släktet Cethosia och familjen praktfjärilar. Inga underarter finns listade i Catalogue of Life.